# Хонъидзуми, Рина
Рина Хонъидзуми (яп. 本泉莉奈 Хонъидзуми Рина, род. 4 февраля 1993, Фукусима) — японская сэйю.

## Биография
Рина Хонъидзуми родилась 4 февраля 1993 года в префектуре Фукусима. Решение о выборе будущей профессии было принято ей ещё во время учёбы в старшей школе, по окончании которой Хонъидзуми поступила на курсы подготовки сэйю при Токийском колледже мультипликации. В марте 2013 года Рина завершила обучение в этом учебном заведении и заключила контракт с агентством 81 Produce.
Дебют Хонъидзуми в качестве профессиональной актрисы озвучивания состоялся в 2013 году, в котором ей были доверены эпизодические роли в аниме-сериалах Tamagotchi! Miracle Friends и Duel Masters Victory V3. По итогам 2018 года за главную роль Сааи Якусидзи в сериале Hugtto! Precure Хонъидзуми была удостоена премии Seiyu Awards в номинации «Лучшая начинающая актриса».

## Фильмография

### Аниме-сериалы
2013
- Tamagotchi! Miracle Friends[англ.] (клиент)
- Duel Masters Victory V3 (учитель)
- Kill la Kill (зритель)

2014
- Super Sonico (Байто-тян, эпизоды)
- «Рыцари Тенкай» (школьница)
- Hanayamata[англ.] (студентка)

2015
- Kyoukai no Rinne (Риннэ Рокудо в детстве)
- Wish Upon the Pleiades[англ.] (ученица)

2016
- Qualidea Code[англ.] (школьница)
- Trickster[англ.] (Пиппо, Томоэ Цудзи)
- Sailor Moon Crystal (Вилюй)

2017
- Yowamushi Pedal (школьницы)
- BanG Dream! (Маю Кавабата)
- Tomica Hyper Rescue Drive Head Kidou Kyuukyuu Keisatsu[яп.] (эпизоды)
- The Laughing Salesman New[англ.] (коллега)
- The Reflection[англ.] (школьница)
- Welcome to the Ballroom (подруга Тинацу)
- Omiai Aite wa Oshiego, Tsuyoki na, Mondaiji.[яп.] (Нана Сайгава)
- UQ Holder! (Мег)
- Future Card Buddyfight X[англ.] (ребёнок)
- Juni Taisen: Zodiac War[англ.] (школьница)

2018
- Aikatsu Stars![англ.] (девушка)
- Beatless (клерк)
- Hugtto! Precure (Саая Якусидзи)
- Pikachin-Kit[яп.] (девушка)
- Inazuma Eleven: Orion no Kokuin[англ.]  (девушки)
- Tada Never Falls in Love (школьница)
- Wotakoi: Love is Hard for Otaku (одноклассница Наруми)
- Ongaku Shoujo[англ.] (мать из магазина)
- 100 Sleeping Princes and the Kingdom of Dreams[англ.] (люди в городе)
- Merc Storia[англ.] (Кесесера)
- Dakaretai Otoko 1-i ni Odosarete Imasu.[англ.] (окружение)
- Mr. Tonegawa: Middle Management Blues[англ.] (медсестра)
- That Time I Got Reincarnated as a Slime (Пирино)
- Zombie Land Saga (Мигикава)
- As Miss Beelzebub Likes[англ.] (девушка)
- Cardfight!! Vanguard[англ.] (Кодзи Ибуки)

2019
- Kaguya-sama: Love is War (школьница)
- Endro![англ.] (селянка)
- Wise Man’s Grandchild (Сицили фон Клод)
- Teasing Master Takagi-san (школьница)
- Wasteful Days of High School Girls[англ.] (девушка)

2020
- Plunderer (Хина)
- The Gymnastics Samurai (Рэй Арагаки)

### Аниме-фильмы
- Pretty Cure Super Stars! — Саая Якусидзи
- Hugtto! Pretty Cure Futari wa Pretty Cure: All Stars Memories — Саая Якусидзи
- Eiga Pretty Cure Miracle Universe — Саая Якусидзи